# Ancylolomia argentata
Ancylolomia argentata là một loài bướm đêm trong họ Crambidae.